# Elsa Bolívar
Elsa Bolívar Bravo (Santiago, 21 de septiembre de 1929 - ibídem, 8 de abril de 2021) fue una pintora chilena, miembro de la Asociación Chilena de Pintores y Escultores (APECH).

## Biografía
Bolívar realizó sus estudios secundarios en el Liceo Experimental Manuel de Salas. Estudió la carrera de pedagogía entre 1949 y 1952, y posteriormente obtuvo una licenciatura en artes plásticas con mención en pintura en la Facultad de Artes de la Universidad de Chile. Entre sus profesores se encontraban Israel Roa, Carlos Pedraza y Jorge Caballero. Entre 1956 y 1968, Bolívar se desempeñó como profesora ayudante y maestra auxiliar en la cátedra de dibujo en la misma universidad.
En 1953 la pintora fundó el Grupo Rectángulo, una asociación de artistas plásticos que consideraba al arte como un "arte de ideas", tendiendo hacia una mayor abstracción en sus creaciones. Entre sus miembros también estaban los pintores Ximena Cristi, Ramón Vergara Grez, Magdalenza Lozano, Aurel Kessler, Maruja Pinedo, Matilde Pérez, Uwe Grumann, Aída Poblete y Gustavo Poblete, y los escultores Guillermo Brozalez, Virginia Huneeus, Sergio Berthoud y Federico Assler.
Fue además una de las fundadoras del grupo Forma y Espacio en 1965, en el cual estuvo hasta 1976. En 1980 viajó a Estados Unidos, a las ciudades de Nueva York y Washington, donde visitó museos y centros de enseñanza artística.
Bolívar fue profesora de cátedra en la Facultad de Artes de la Universidad de Chile entre 1969 y 1987. Entre 1979 y 1982 fue directora del Departamento de Artes Plásticas de aquella facultad.

## Obra
Inspirada por las enseñanzas del pintor argentino Emilio Petorutti, Bolívar desarrolló una obra donde predomina la abstracción, utilizando principalmente formas geométricas. A comienzos de los años 1960 empleó líneas rectas y colores planos en sus pinturas, pasando a usar unas formas más curvilíneas entre 1963 y 1973. A mediados de los años 1970 se dedicó a la pintura figurativa, basándose en la naturaleza y el paisaje para expresar vivencias personales. Durante los años 1980 experimentó con formas bidimensionales y tridimensionales. Según Milan Ivelic Kusanovic, el trabajo de la pintora está definido "por superficies planas de color y la línea precisa, al margen de cualquiera representación proveniente del mundo exterior", inclinándose "hacia la organización interna de la pintura y la autonomía de la forma estética".
Para desarrollar sus pinturas, Bolívar estudió elementos como la composición, los espacios interiores y la luz. Una de las formas utilizadas por la pintora en sus obras era la espiral, que según sus palabras "es una fuerza formativa que domina toda vida en el universo". Tras descubrir esta forma en los caracoles, Bolívar la aplicó en sus trabajos.
La mayoría de sus obras estaban hechas con pintura al óleo, aunque ocasionalmente practicaba el dibujo, el collage, la técnica mixta, la pintura al pastel y la pintura acrílica.

## Premios
- 2020 - Premio Mujeres Artistas.[10]
- 1961 - Premio Estímulo en el Concurso Mural Savory.[2]
- 1960 - Segunda medalla en pintura del Salón Oficial de Artes Plásticas.[2]
- 1959 - Tercera medalla en pintura en el Salón Oficial de Artes Plásticas.[2]
- 1954 - Mención honrosa en el Salón Oficial de Artes Plásticas.[2]
- 1951 - Mención honrosa en el Salón Oficial de Artes Plásticas.[2]